# A Rough Knight
A Rough Knight est un film américain réalisé par Edward Dillon, sorti en 1916.

## Fiche technique
- Titre original : A Rough Knight
- Réalisation : Edward Dillon
- Société de production : Keystone
- Société de distribution : Keystone
- Pays d’origine :  États-Unis
- Langue originale : anglais
- Format : noir et blanc — 35 mm — 1,37:1 — Film muet
- Genre : Comédie
- Durée : 2 bobines
- Date de sortie :
  - États-Unis : 23 avril 1916
- Licence : domaine public

## Distribution
- DeWolf Hopper
- Fay Tincher
- John Hamilton